# Мелети
Мелѐти (на италиански: Meleti, на западноломбардски: Melèt, Мелет) е село и община в Северна Италия, провинция Лоди, регион Ломбардия. Разположено е на 40 m надморска височина. Населението на общината е 476 души (към 2012 г.).